# Gymnocalycium bodenbenderianum
Gymnocalycium bodenbenderianum ist eine Pflanzenart in der Gattung Gymnocalycium aus der Familie der Kakteengewächse (Cactaceae). Das Artepitheton bodenbenderianum ehrt den deutschen Geologen Wilhelm Bodenbender.

## Beschreibung
Gymnocalycium bodenbenderianum wächst mit bräunlichen bis graugrünen, flachen, scheibenförmigen Trieben die kaum über die Bodenoberfläche herausragen und erreicht bei Durchmessern von bis zu 8 Zentimetern Wuchshöhen von 2 bis 3 Zentimeter. Die elf bis 15 niedrigen Rippen sind gerundet und deutlich gehöckert. Die drei bis sieben kräftigen, rückwärts gebogenen, schwärzlich braunen Dornen vergrauen im Alter. Sie sind bis zu 10 Millimeter lang.
Die weißlichen bis hellrosafarbenen Blüten sind 3,5 bis 6 Zentimeter lang. Ihre Blütenröhre ist schmal. Die blaugrünen Früchte sind eiförmig. Sie sind bis zu 2 Zentimeter lang (oder länger) und weisen Durchmesser von bis zu 1 Zentimeter auf.

## Verbreitung, Systematik und Gefährdung
Gymnocalycium bodenbenderianum ist in den argentinischen Provinzen Catamarca, Córdoba, La Rioja, San Juan und Santiago del Estero in Höhenlagen von 100 bis 1100 Metern verbreitet.
Die Erstbeschreibung als Echinocactus bodenbenderianus erfolgte 1928 durch Carl Curt Hosseus. Alwin Berger stellte die Art ein Jahr später in die Gattung Gymnocalycium.
In der Roten Liste gefährdeter Arten der IUCN wird die Art als „Least Concern (LC)“, d. h. als nicht gefährdet geführt.

## Nachweise

## Weiterführende Literatur
- Wolfgang Papsch: Bemerkungen zu Gymnocalycium bodenbenderianum und Gymnocalycium riojense. In: Schütziana. Band 5, Nr. 2, 2014, S. 3–14  (PDF).